# Livre X des Éléments d'Euclide

Le livre X des Éléments d'Euclide est le plus volumineux des treize livres constituant les Éléments. Euclide introduit d'abord les relations de commensurabilité et d'incommensurabilité entre deux grandeurs. Il poursuit ensuite avec les notions de grandeur exprimable et irrationnelle (à laquelle ne correspond pas qu'imparfaitement notre notion de nombre irrationnel), qui sont relatives à une droite de référence et définies par commensurabilité avec celle-ci. Après avori donné des propositions générales pour l'usage de ces nouvelles notions, Euclide consacre la majeure partie du livre à une classification de certaines grandeurs irrationnelles en fonction de la façon dont elles peuvent être engendrées. Les opérations utilisées sont la moyenne géométrique entre deux grandeurs, qui correspond algébriquement à la  racine carrée, la somme et la différence géométriques.

## Description
Le livre X des Éléments, de loin le plus volumineux des 13, représente à lui seul à peu près le quart de l'ensemble. Dans l'édition Heiberg-Menge le livre X contient 4 définitions liminaires, 12 définitions introduites au fil de l'exposé en deux groupes de 6, et 115 propositions. Des définitions apparaissent également dans l'énoncé de certaines propositions. Le présent article suit la traduction Euclide et Vitrac 1998 pour le contenu du livre X et la numérotation des définitions et propositions, et donc l'édition Heiberg et Menge 1886.

### Les définitions liminaires

#### Commensurabilité/incommensurabilité
La première définition introduit les notions  opposées de grandeurs commensurables/incommensurables,. Elle énonce que « on appelle grandeurs commensurables celles qui sont mesurées par la même mesure », « et incommensurables celles qui n'ont aucune commune mesure ».
En termes modernes, deux grandeurs a et b sont commensurables s'il existe une grandeur c appelée commune mesure telle que a et b soient des multiples entiers de c, incommensurables sinon.
Deux grandeurs commensurables sont nécessairement de même genre. Il est probable en fait que l'ensemble de la définition 1 est à comprendre pour des grandeurs homogènes, soit un raffinement de la définition 5 du livre V, mais Euclide ne l'explicite pas.
Dans le cas particulier où les grandeurs considérées sont des droites, Euclide dit plus loin qu'elles sont commensurables en longueur. Un exemple de deux grandeurs incommensurables (que ne donne pas Euclide, qui n'accompagne pas ses définitions d'exemples) est celui de la diagonale et du côté d'un carré, ce que nous traduirions aujourd'hui par l'irrationnalité de √2.
Cependant, le carré construit sur ladite diagonale est double du carré construit sur ledit côté ; ces deux carrés sont donc commensurables. D'où la définition 2 qui introduit les notions opposées de commensurables en puissance/incommensurable en puissance : des droites sont commensurables en puissance lorsque leurs carrés sont mesurés par une même aire et incommensurables [en puissance] sinon,. La commensurabilité en puissance n'est donc pas un cas particulier de commensurabilité au sens général de la définition 1.
Un exemple de deux grandeurs incommensurables en puissance est donné par le côté du pentagone régulier et le rayon du cercle circonscrit à ce pentagone. Si ce rayon a pour longueur 1, le côté de ce pentagone a une longueur égale à {\displaystyle {\sqrt {\frac {5-{\sqrt {5}}}{2}}}}, et nous dirions aujourd'hui que le carré de ce nombre est irrationnel.

#### Exprimabilité/irrationnalité
Les notions de commensurabilité et d'incommensurabilité sont des notions absolues, qui portent sur deux grandeurs. Les notions introduites à la définition 3, sont relatives à une droite de référence arbitrairement choisie. Euclide après avoir introduit cette droite de référence, puis anticipé sur la suite du livre X à propos de l'existence d'une infinité de droites, soit commensurables, soit incommensurables en longueur seulement, soit incommensurables en longueur et en puissance, à cette droite de référence, introduit un nouveau couple de notions exprimable/irrationnel : « par rapport à une droite proposée [...] D'une part que la droite proposée soit appelée exprimable et celles [qui sont] commensurables avec elle, soit en longueur et en puissance, soit en puissance seulement exprimables ; d'autre part que celles [qui sont] incommensurables avec elles soient appelées irrationnelles ». Dans la dernière partie de la définition, « incommensurable » est à prendre au sens d'« incommensurable en puissance » (et donc en longueur).
Euclide utilise bien en grec deux termes de racines différentes pour exprimable/irrationnel. Le terme grec que Vitrac traduit littéralement par « exprimable » a été également traduit en « rationnel » par beaucoup d'auteurs, par exemple Peyrard. L'opposition droite exprimable/droite irrationnelle ne correspond pas, de toute façon à l'opposition moderne nombre rationnel/nombre irrationnel. Par exemple la diagonale d'un carré dont dont on prend un côté comme droite de référence est exprimable (car commensurable en puissance avec la droite de référence) et n'est donc pas irrationnelle au sens d'Euclide.
La définition 4 étend d'abord l'opposition exprimable/irrationnel aux surfaces : celles qui sont commensurables avec le carré de la droite de référence sont appelées exprimables, et irrationnelles celles qui sont incommensurables avec celui-ci. Euclide accompagne ces définitions d'une nouvelle définition de « droite irrationnelle » qui s'avère équivalente à celle de la définition 3.
Ainsi la droite diagonale du carré de côté pris comme droite de référence est exprimable, mais l'aire du rectangle construit sur cette diagonale et de même largeur que la droite de référence est irrationnelle.

### Les propositions
Afin de rendre les notions plus compréhensibles, il nous arrivera d'adopter des notations algébriques modernes, qui bien entendu, ne sont absolument pas du fait d'Euclide.
Le corpus principal des propositions du livre X s'achève avec la proposition 111 et le porisme (ou corollaire) récapitulatif qui la suit, et qui énonce essentiellement que les 13 espèces d'irrationnelles introduites par Euclide sont bien toutes distinctes. S'y ajoutent 4 propositions (prop.112-115) dont l'authenticité est discutée.
Le découpage des propositions qui suit est repris (hors certains intitulés) de Euclide et Vitrac 1998, p. 63-65.

#### Premières propositions (1 - 35)

##### Propositions préliminaires (1 - 18)
- Une application de l'axiome d'Archimède. La prop.1 énonce que deux grandeurs inégales étant proposées, si l'on retranche de la plus grande une partie plus grande que sa moitié, si l'on retranche du reste une partie plus grande que sa moitié, et si l'on fait toujours la même chose, il restera une certaine grandeur qui sera plus petite que la plus petite des grandeurs proposées. Cette propriété est utilisée dans le Livre XII pour comparer des aires ou des volumes par la méthode d'exhaustion, et est également largement utilisée par Archimède dans ses travaux.
- Caractérisation de l'incommensurabilité et algorithme d'Euclide. La prop.2 énonce que, deux grandeurs inégales étant proposées, et si la plus petite étant toujours retranchée de la plus grande, le reste ne mesure jamais le reste précédent, ces grandeurs seront incommensurables. Cette proposition caractérise les grandeurs incommensurables par le fait qu'une application de l'algorithme d'Euclide à ces grandeurs ne se termine pas. A contrario, si les grandeurs sont commensurables, le même algorithme se termine et donne la mesure commune (prop.3). On peut itérer pour trouver la mesure commune de trois grandeurs (prop.4).
- Propriétés de la commensurabilité. Les prop.5 à 9 établissent la relation entre raison de grandeurs commensurables et raison entre entiers. La proposition 10 explique comment construire des droites incommensurables en longueur ou en puissance[21],[22]. La proposition 11 énonce la compatibilité de la commensurabilité avec la proportionnalité[21],[23]. La proposition 12 énonce la transitivité de la relation de commensurabilité[24], et sa conséquence immédiate, la proposition 13, que l'incommensurabilité à une grandeur donnée est stable par commensurabilité[25],[26]. Les propositions 15 et 16[27] explorent la compatibilité de la commensurabilité avec l'opération sur les grandeurs correspondant à l'addition[28].

##### Début de la classification (19 - 28)
La prop.21 introduit une notion nouvelle, celle de grandeur médiale. Elle énonce essentiellement que le rectangle dont les côtés sont des droites exprimables, commensurables en puissance seulement, est irrationnel, le côté du carré d'aire égale à ce rectangle étant une droite irrationnelle appelée médiale,. Une médiale est donc la moyenne géométrique de deux droites exprimables et commensurables en puissance seulement.
Algébriquement, si on prend comme unité la longueur de la droite de référence, les deux côtés auront des longueurs de la forme a et a√p, a et p étant entiers. La médiale aura donc pour longueur ap1/4.
La prop. 22, établit qu'un rectangle de côté une droite exprimable, et de même aire qu'un carré de côté une médiale a pour autre côté une droite exprimable incommensurable en longueur avec le premier côté (donc commensurable en puissance seulement (la définition de médiale n'en donne qu'un cas particulier). De telles aires seront également qualifiées de médiales : rectangle de côtés deux droites exprimables commensurables en puissance seulement, carré de côté une médiale, et plus généralement rectangle de côtés deux médiales commensurables en longueur (prop. 24).
La prop. 23 donne la stabilité  de la classe des droites médiales par commensurabilité en longueur. elle est suivie d'un porisme qui étend le résultat aux aires médiales  et donc, implicitement, à la commensurabilité en puissance pour les droites médiales. Les prop. 25-28 donnent d'autres propriétés des médiales.

##### Problèmes de construction (29 - 35)
Les prop.29 à 35 expliquent comment construire des longueurs de tel ou tel type (commensurables en longueur, commensurables en puissance, médiales, irrationnelles ...) selon certaines contraintes.

##### Classification de sommes de deux grandeurs (36-72)
Euclide va ensuite classifier certaines droites irrationnelles produites par somme, en faisant intervenir, la nature de chacune des deux droites (exprimable, médiale ou irrationnelle), la commensurabilité entre ces deux droites (commensurables en puissance seulement ou incommensurables en puissance) et la nature de deux aires particulières (exprimable ou médiale), qui sont les composantes du carré de côté la somme des deux droites : l'aire somme de celles des carrés de côté chacune de ces deux droites et l'aire du rectangle contenu par ces deux droites. En particulier Euclide n'étudie pas de cas où l'une de ces aires est irrationnelle non médiale. En suivant cette contrainte (qu'Euclide n'explicite pas), et en éliminant également les cas qui ne produisent pas de nouvelle irrationnelle (ce qu'Euclide n'explicite pas non plus et qu'il n'étudie qu'en partie), on aboutit à 6 espèces d'irrationnelles, qui sont celles étudiées par Euclide,.

Si AB et BC (de même longueur que BE) sont des droites exprimables commensurables en puissance seulement :
• BD est une médiale (moyenne géométrique de AB et BC) ;
• AC est une binomiale ;
• le rectangle AE est médial (de même aire que le carré sur BD).

- Aux prop.36-41, Euclide étudie donc 6 cas, par nature disjoints, et montre à chaque fois que les droites obtenues sont irrationnelles. Il les classe selon six espèces appelées binomiale[40], bimédiale première[41], bimédiale deuxième[42], majeure[43], [droite] pouvant [produire une aire composée d']une exprimable et [d']une médiale[44],[c], [droite] pouvant [produire une aire composée de] deux médiales[45],[c],[e]. Par exemple :
  - une binomiale est somme de deux droites exprimables commensurables en puissance seulement (prop.36).
  - Une majeure est somme de deux droites incommensurables en puissance, la somme de leurs carrés étant exprimable et l'aire rectangulaire produite par ces deux droites étant médiale (i.e. la droite moyenne géométrique de celles-ci, qui est côté d'un carré de même aire que l'aire rectangulaire produite, est médiale) (prop.39).

En prenant pour la suite une droite de référence d, et en utilisant des notations algébriques modernes, on a que :  
- (√2 + 1)d est une binomiale ;
- {\textstyle \left({\sqrt {1+{\frac {1}{\sqrt {2}}}}}+{\sqrt {1-{\frac {1}{\sqrt {2}}}}}\right)d} est une majeure.

- Les prop.42 à 47 donnent, pour chacune des irrationnelles introduite, l'unicité de la décomposition de celle-ci en somme de deux droites telles que données par la définition.
- Six nouvelles définitions apparaissent alors (sous l'intitulé « Deuxièmes définitions »), qui distinguent six types de binomiale[46]. Par exemple : 
  - une binomiale première est une binomiale dont le carré du plus grand terme surpasse le carré du plus petit du carré d'une droite commensurable en longueur avec le plus grand terme, ce plus grand terme étant par ailleurs commensurable en longueur avec la droite d de référence. Avec des notations algébriques modernes (2 + √3)d est une  binomiale première.
  - Une binomiale quatrième est une binomiale dont le carré du plus grand terme surpasse le carré du plus petit du carré d'une droite incommensurable en longueur avec le plus grand terme, ce plus grand terme étant par ailleurs commensurable avec la droite de référence d. Avec des notations algébriques modernes (2 + √2)d est une binomiale quatrième.
- Les prop.54 à 65, permettent alors d'associer bijectivement les six classes d'irrationnelle définies par Euclide aux prop.35-41 avec ces six types de binomiale. Les énoncés d'Euclide sont purement géométriques, mais si on les traduit plus algébriquement, ils ont pour conséquence que l'on peut associer à chacun des six types de binomiales l'une des six classes d'irrationnelles introduites, par une opération géométrique apparentée à la racine carrée (prop.54-59), et réciproquement, que l'on peut associer à chacune des six classes d'irrationnelles, le type de binomiale correspondant (d'après les prop.54-59) par une opération apparentée au carré (prop.60 à 65). Ainsi :
  - à une binomiale première correspond une binomiale, par une opération qui correspond à la racine carrée, ce qui s'interprète algébriquement :
 {\textstyle {\sqrt {2+{\sqrt {3}}}}={\sqrt {\frac {3}{2}}}+{\sqrt {\frac {1}{2}}}} ;
  - à une majeure correspond une binomiale quatrième par une opération apparentée au passage au carré, qui s'interprète algébriquement :
 {\textstyle \left({\sqrt {1+{\frac {1}{\sqrt {2}}}}}+{\sqrt {1-{\frac {1}{\sqrt {2}}}}}\right)^{2}=2+{\sqrt {2}}}.
- Les 5 propositions 66 à 70[47] assurent la stabilité par commensurabilité en longueur de chacune des 6 classes d'irrationnelles considérées, ainsi que des 6 sous-classes de binomiale[48].
- Les deux propositions 71 et 72[49], énoncent que l'on peut engendrer les 6 classes d'irrationnelles des prop. 36-41 par composition (au sens de somme) de deux aires (exprimable et médiale, ou médiales incommensurables).
- Suit un commentaire qui énonce et démontre que les 7 classes d'irrationnelles introduites jusque là sont bien distinctes[50].

#### Classification de différences de deux grandeurs (73 - 111)
De la proposition 73 à la proposition 110, Euclide procède de même pour une droite produite par différence de deux autres droites, en définissant 6 nouvelles classes d'irrationnelles. La structure est strictement parallèle à celle de la section précédente. Plus précisément, pour chacune des prop. 36-70 (pour la somme), on passe à la proposition correspondante pour la différence, par n ↦ n + 37 (prop. 73-107). Les trois propositions 108-110 correspondent aux deux propositions 71-72.
À la binomiale ou droite de deux noms (prop. 36), correspond, en prenant une différence à la place d'une somme, l'apotomé (prop. 73), puis suivent l'apotomé première d'une médiale, l'apotomé deuxième d'une médiale, la mineure, la droite produisant par adjonction d'une [aire] exprimable un tout médial et  la droite produisant par adjonction d'une [aire] médiale un tout médial.
Par exemple, avec des notations algébriques modernes, d étant prise comme droite de référence, (√2 – 1)d est une apotomé.
Les apotomés sont elles-mêmes scindées, comme les binomiales et exactement de la même façon, en six types (« Troisièmes définitions »). Euclide donne la même correspondance entre ces six types d'apotomé et les six classes de différences irrationnelles introduites, par des opérations correspondant algébriquement à la racine carrée et à l'élévation au carré voir section précédente).
Dans la prop.6 du Livre XIII, Euclide prouve que les deux segments divisant un segment de référence en extrême et moyenne raison sont des apotomés. Algébriquement, ils correspondent aux nombres {\displaystyle {\frac {{\sqrt {5}}-1}{2}}} et {\displaystyle {\frac {3-{\sqrt {5}}}{2}}}.
La proposition 111 établit qu'« une apotomé n'est pas la même qu'une binomiale », ce qui assure que les 13 classes d'irrationnelles introduites auparavant sont  toutes distinctes, comme l'énonce le porisme (ou corollaire) qui la suit,, et clôt la classification.

### Propositions suspectes
Une proposition 117, donnant l'incommensurabilité de la diagonale du carré à son côté (en termes modernes, l'irrationalité de √2), est démontrée dans certaines éditions et traductions. Elle n'a pas été retenue par Heiberg qui la relègue en appendice de son édition de 1886. Il y a plusieurs raisons de penser qu'elle n'est pas authentique, et qu'il s'agit même d'un ajout tardif :
- au IVe siècle, Pappus d'Alexandrie ne la mentionne pas[60] ;
- elle est absente de toutes les traductions médiévales[60] ;
- Vers 200, Alexandre d'Aphrodise propose une preuve de cette incommensurabilité dans un commentaire d'Aristote, preuve qui s'appuie sur les  Éléments et les cite explicitement ; il se serait contenté d'un renvoi, si sa version contenait cette preuve[61].

Il est en fait vraisemblable que cette proposition et sa démonstration ont été ajoutées pour servir de référence à Aristote qui mentionne une preuve de l'incommensurabilité de la diagonale et du côté par un raisonnement qui aboutit à une contradiction en termes de pairs et d'impairs. Cependant même de ce point de vue elle est défectueuse, car si Aristote ne fait allusion qu'à la parité, la démonstration de la proposition 117, de même d'ailleurs que celle d'Alexandre, s'appuie en partie sur la notion de nombres premiers entre eux, là où des considérations de parité suffisent,.

### Éditions et traductions du livre X
- Euclide et Bernard Vitrac (traduction, introduction, notes et commentaires) (préf. Maurice Caveing), Les Éléments, vol. 3 : livres X, Paris, PUF, 1998, 432 p. (ISBN 978-2130495864) (traduction de l'édition Heiberg et Menge 1886) ;
- * (en) Euclide et Thomas L. Heath (traduction, introduction, commentaires), The Thirteen Books of Euclid's Elements, vol. 3 : Books X to XIII and Appendix, Cambridge University Press, 1926, 2e éd. (1re éd. 1908) (lire en ligne) (traduction de l'édition Heiberg et Menge 1886) ;
- Johan Ludvig Heiberg (éd.) et Heinrich Menge (éd.), Euclidis Opera omnia, vol. 3, Leipzig, Teubner, 1886 (lire en ligne) ;
- François Peyrard (traduction) et Jean Itard (éditeur du nouveau tirage), Les Œuvres d'Euclide, Paris, éditions Albert Blanchard, 1993 (1re éd. 1819) ;
- Euclide et François Peyrard (édition du texte grec, traduction), Les Œuvres d'Euclide, en grec, en latin et en français : d'après un manuscrit très-ancien qui était resté inconnu jusqu'à nos jours, vol. 2, Paris, M. Patris, 1816 (lire en ligne), livres VIII à X des Éléments ; la traduction en français a été rééditée en 1819 avec celle des autres livres (voir ouvrage précédent).

### Autres
- Maurice Caveing, La constitution du type mathématique de l'idéalité dans la pensée grecque, vol. 3 : L'irrationalité dans les Mathématiques grecques jusqu'à Euclide, Presses universitaires du Septentrion, 1998, 343 p. (ISBN 2-85939-539-3, BNF 36971590, présentation en ligne) ;
- Euclide et Bernard Vitrac (traduction, introduction, notes et commentaires), Les Éléments, vol. 2 : livres V à IX, Paris, PUF, 1994, 572 p. (ISBN 2-13-045568-9) ;
- (en) Wilbur Knorr, « “La croix des mathématiciens”: The Euclidean theory of irrational lines », Bulletin (New Series) of the American Mathematical Society, vol. 9, no 1,‎ juillet 1983, p. 41–69 (ISSN 0273-0979, e-ISSN 1088-9485, lire en ligne, consulté le 22 novembre 2024) ;
- (en + de + ar) Pappus, Abū ʿUthmān al-Dimishqī (traduction du grec vers l'arabe), William Thomson (traduction de l'arabe vers l'anglais, introduction, commentaires) et Gustav Junge (introduction, commentaires), The Commentary Of Pappus On Book X of Euclid's Elements, Harvard University Press, 1930 (lire en ligne).